# Otto Wretling
Otto Leonard Wretling, född 20 juni 1876 i Umeå stad, död 10 november 1971 i Österåkers församling i Stockholms län, var en svensk bildkonstnär, formgivare, målarmästare och möbelfabrikör. Otto Wretling är mest känd för Idealbordet, patenterat år 1936.
Tillsammans med brodern Wilhelm (1871–1951) övertog Otto Wretling 1897 faderns målarfirma. Verksamheten utökades 1905 med ett möbelsnickeri. Brodern drog sig senare ur, men Otto Wretling fortsatte – först på egen hand och sedan med barnens hjälp – driva Firma Otto Wretling för modern rumskonst som hade ateljé och verkstäder i centrala Umeå .  Firman var verksam fram till 1969. Otto Wretling var förutom fabrikör firmans förste formgivare. Firman formgav egna möbler men utförde även beställningar. 
Han var gift med Frida Bergman (1878–1954) och alla barnen kom att vara mer eller mindre verksamma i företaget. Sonen Bo Wretling (1908–1986) blev den bland barnen som arbetade mest med möbelformgivning. Efter avlagt gesällprov 1929 blev han verkmästare i firman och utformade möbler för firman i eget namn. Han blev senare känd som gitarrbyggare i Stockholm. David Wretling (1901–1986) är mer känd som skulptör och elev till Carl Milles, men som i början av sin verksamhet arbetade med utsmyckningar och utskärningar av möbler. Stig Wretling (1911–1973), konstnär, var aktiv i faderns firma med att utsmycka och dekorera möbler. Kjell Wretling (1904–1998) utbildade sig till arkitekt men formgav även han möbler under en period i slutet av 1920-talet och början av 1930-talet. Dottern Anna Wretling (1903–1999), arbetade med textil formgivning för det väveri som knöts till firman och som Ottos fru Frida var föreståndare för. Britta Wretling (1920–2006) sysslade med försäljningen och utställningslokalen. 
Företagets möbelstil var från början jugendinspirerad men utvecklades med tiden mot en stramare skandinavisk formgivning. Wretling ritade även och byggde ett par hus i Umeå. Under hela sitt liv i mån om tid var han verksam som bildkonstnär och utförde ett stort antal målningar i olja med naturmotiv från Norrland. Han visade en retrospektiv utställning med sin konst i Umeå 1961 och separat ställde han bland annat ut i Motala 1966.
Firma Otto Wretling blev 1928 antagen till Kunglig Hovleverantör av Kung Gustaf V. Makarna Wretling är begravda på Västra kyrkogården i Umeå.